# José María de Porcioles
José María de Porcioles Colomer (Amer, Gerona; 15 de julio de 1904-Vilasar de Dalt, Barcelona; 3 de septiembre de 1993) fue un jurista y político español. Fue el alcalde de Barcelona que más tiempo ocupó este cargo durante la dictadura franquista.

## Biografía
Jurista, notario y político, se doctoró en derecho en Barcelona. En su juventud simpatizó con la Lliga Catalana. En julio de 1936 abandonó España y no volvió hasta finalizar la guerra civil. Durante la dictadura del general Franco, fue director general de los Registros y del Notariado y después presidente de la Diputación de Lérida. También fue juez de apelaciones de Andorra.

### Alcalde de Barcelona
En 1957 se le designó alcalde de Barcelona, cargo que no abandonaría hasta 1973. Consiguió lo que se denominaron «las tres C»: una carta municipal (1960), la compilación del derecho civil catalán (1960) y la entrega del castillo de Montjuic al Gobierno municipal de Barcelona. Llevado por el afán de promover actividades y mejorar el nivel de vida de la ciudadanía, estructuró el Ayuntamiento bajo una fórmula de poder personal, con delegados de servicios libremente elegidos y tenientes de alcalde designados de acuerdo con la confianza personal que le merecían. De este modo logró dar protagonismo al consistorio, formado por representantes de los tercios sindical, corporativo y familiar, y evitó presiones de la estructura franquista.
Su mandato se caracterizó por un fuerte desarrollismo urbano y una notable proyección de la ciudad como sede de ferias y congresos. Con el propósito de recuperar la idea de la «Gran Barcelona», durante los dieciséis años que ostentó el cargo de alcalde, la ciudad creció a un ritmo muy fuerte, en parte de forma obligada para poder absorber el alud de nueva población procedente del resto de España. Durante aquellos años destacó la masiva construcción de bloques de pisos y especialmente la creación de los llamados polígonos de viviendas en el anillo periférico para evitar la formación de grandes barrios de barracas y dar un techo a la nueva población. El período de 1957 a 1967 se considera el mejor y más próspero, puesto que se dedicó a la renovación de muchas infraestructuras básicas —alcantarillado, alumbrado, agua, gas, etc.— que estaban obsoletas, a la apertura de nuevas calles, a la prolongación de la red de metro y creación de nueva líneas de autobús y a la construcción de nuevos equipamientos comerciales y escolares.[cita requerida]
De su mandato se le podrían criticar las remontas en edificios históricos del Ensanche que contribuyeron a afear el paisaje urbano, una política poco cuidadosa con el patrimonio histórico arquitectónico, el excesivo fomento del automóvil y la supresión de la red de tranvías. Los problemas de su gestión y los déficits que padecía la ciudad se debieron sobre todo al sistema administrativo del franquismo. Sin embargo, se le hizo responsable de la desaparición de la Casa Trinxet de Barcelona, en 1965, en plena época de especulación urbanística.
Capaz de compatibilizar franquismo y catalanismo para ofrecer una imagen más suave del régimen, se dedicó a fomentar la celebración de actos populares típicamente catalanes —como las sardanas, los castellers, els Tres Tombs, los Juegos Florales, etc.— y animó a la burguesía y a los empresarios catalanes de la época para que colaboraran con el régimen de Franco, al objeto de lograr mayores y mejores inversiones para Barcelona en particular y para Cataluña en general.[cita requerida]
En el año 1967 presentó el plan Barcelona 2000 que pretendía una gran renovación de toda la ciudad que permitiese terminar con los déficits en equipamientos, remodelar y dignificar los nuevos y desordenados barrios populares y finalizar diversas obras públicas pendientes. Barcelona fue candidata a celebrar una Exposición Internacional para el año 1982, motivo que se pretendió utilizar para poder requerir de las inversiones económicas necesarias para hacer realidad dicho plan. Sin embargo, el incremento de las protestas ciudadanas y de los movimientos vecinales en los barrios, especialmente activos a partir de 1968, aconsejaron a los dirigentes de la dictadura su destitución en 1973. El legado del plan Barcelona 2000 quedó recogido en el Plan General Metropolitano de 1976.

### Últimos años
Falleció en 1993 en su casa de Vilasar de Dalt a consecuencia de un paro cardíaco súbito. Porcioles ha sido y todavía continúa siendo un personaje controvertido. Sus detractores consideran que su gestión llevó la ciudad al caos y a la desfiguración, y que los problemas padecidos y arrastrados por Barcelona hasta la actualidad son consecuencia de su legado. Por el contrario, sus defensores lo consideran el impulsor de la moderna Barcelona contemporánea.